# Bistum Tivoli
Das Bistum Tivoli (lat. Dioecesis Tiburtina, ital. Diocesi di Tivoli) ist eine in Italien gelegene römisch-katholische Diözese mit Sitz in Tivoli.

## Geschichte
Das Bistum Tivoli wurde im 2. Jahrhundert errichtet und dem Heiligen Stuhl direkt unterstellt. 2002 wurde dem Bistum Tivoli ein Teil des Territoriums der Territorialabtei Subiaco angegliedert.
Am 19. Februar 2019 verfügte Papst Franziskus die Vereinigung des Bistums Tivoli in persona episcopi mit dem Bistum Palestrina. Bischof der so vereinigten Bistümer wurde der bisherige Bischof von Tivoli und Apostolische Administrator von Palestrina, Mauro Parmeggiani.